# Topas
Pour les articles homonymes, voir Topas (homonymie).
Topas est une commune de la province de Salamanque dans la communauté autonome de Castille-et-León en Espagne.